# TOPIX
Tokyo stock Price IndeX, comúnmente conocido como TOPIX, junto con el índice Nikkei 225, es un importante índice bursátil de la bolsa de Tokio (Tokyo Stock Exchange) en Japón, haciendo un seguimiento de aquellas compañías de cambio domésticas pertenecientes a la Primera Sección. Hacia el 10 de noviembre de 2008 el TOPIX consistía de 1.713 compañías. El valor de mercado de las empresas del índice el mismo día ascendía a 293.733 billones de yenes, con un volumen de negocio de 212 millones de acciones.
El cálculo del índice sufrió una transición de un sistema donde el peso de una compañía se basaba en el total de acciones de la misma, a un sistema donde el peso está basado en el número de acciones disponibles para ser negociadas (comúnmente llamado capitalización libre - "free float").
Esta transición se inició en octubre del 2005 y se completó en junio de 2006. Si bien el cambio es meramente técnico, esto ha significado un fuerte efecto en el peso de las compañías en el índice, ya que muchas compañías en Japón tienen grandes participaciones de acciones en otras compañías como parte de una intrincada red de alianzas comerciales, así tales acciones cruzadas dejarán de ser incluidas en el cálculo del peso de las compañías en el índice.

## Nuevo Índice TOPIX
| TOPIX 1000 | Acciones componentes del TOPIX 500 y acciones de alta capitalización de mercado del TOPIX pequeño | TOPIX 500     | Acciones componentes del TOPIX Core 30, the TOPIX Grande 70 y del TOPIX Medio 400                       | TOPIX 100                                                                                               | Acciones componentes del TOPIX Core 30 y del TOPIX Grande 70                                            | TOPIX Core 30                                                                                           | Las 30 acciones líquidas y de alta capitalización de mercado                                            |
| TOPIX 1000 | Acciones componentes del TOPIX 500 y acciones de alta capitalización de mercado del TOPIX pequeño | TOPIX 500     | Acciones componentes del TOPIX Core 30, the TOPIX Grande 70 y del TOPIX Medio 400                       | TOPIX 100                                                                                               | Acciones componentes del TOPIX Core 30 y del TOPIX Grande 70                                            | TOPIX Grande 70                                                                                         | Después Core 30, las 70 acciones más líquidas y de alta capitalización en el mercado                    |
| TOPIX 1000 | Acciones componentes del TOPIX 500 y acciones de alta capitalización de mercado del TOPIX pequeño | TOPIX 500     | Acciones componentes del TOPIX Core 30, the TOPIX Grande 70 y del TOPIX Medio 400                       | TOPIX Medio 400                                                                                         | Excluyendo las acciones TOPIX 100, estas son las acciones restantes en el TOPIX 500                     | Excluyendo las acciones TOPIX 100, estas son las acciones restantes en el TOPIX 500                     | Excluyendo las acciones TOPIX 100, estas son las acciones restantes en el TOPIX 500                     |
| TOPIX 1000 | Acciones componentes del TOPIX 500 y acciones de alta capitalización de mercado del TOPIX pequeño | TOPIX Pequeño | Acciones componentes fuera del TOPIX 500 y aquellas no correspondientes o elegibles1 acciones del TOPIX | Acciones componentes fuera del TOPIX 500 y aquellas no correspondientes o elegibles1 acciones del TOPIX | Acciones componentes fuera del TOPIX 500 y aquellas no correspondientes o elegibles1 acciones del TOPIX | Acciones componentes fuera del TOPIX 500 y aquellas no correspondientes o elegibles1 acciones del TOPIX | Acciones componentes fuera del TOPIX 500 y aquellas no correspondientes o elegibles1 acciones del TOPIX |

1. Las nuevas compañías que no han sido enlistadas en el TSE por 6 meses o más, fuera de las compañías enlistadas en la 1.ª sección del TSE